# Conselho Superior do Ministério Público
O Conselho Superior do Ministério Público (sigla: CSMP) é o órgão superior de gestão e disciplina dos Magistrados do Ministério Público em Portugal. Está integrado na Procuradoria-Geral da República, a qual tem sede em Lisboa.
O Procurador-Geral da República é, por inerência, Presidente do Conselho Superior do Ministério Público.

## Estatuto
O Conselho Superior do Ministério Público é um órgão constitucionalmente previsto (artigo 220.º/2 da Constituição). Está integrado na Procuradoria-Geral da República e é o órgão superior de gestão e disciplina por intermédio do qual se exerce a competência disciplinar e de gestão de quadros do Ministério Público (artigo 15.º/1 do Estatuto do Ministério Público).

## Composição
O Conselho Superior do Ministério Público é composto por:
- Procurador-Geral da República, que preside;
- Procuradores-Gerais Distritais:
  - Procurador-Geral Distrital de Lisboa;
  - Procurador-Geral Distrital do Porto;
  - Procurador-Geral Distrital de Coimbra;
  - Procurador-Geral Distrital de Évora;
- Sete Vogais eleitos pelos Magistrados do Ministério Público sendo:
  - Um Procurador-Geral Adjunto;
  - Dois Procuradores da República;
  - Quatro Procuradores-Adjuntos;
- Cinco Vogais eleitos pela Assembleia da República;
- Dois Vogais nomeados pelo Ministro da Justiça.

## Membros

Composição do Conselho Superior do Ministério Público em 2018, sob a presidência da Procuradora-Geral da República Lucília Gago.

São actualmente Membros do Conselho Superior do Ministério Público:
- Lucília Gago, Procuradora-Geral da República, que preside
- Procuradores-Gerais Distritais:
  - Amadeu Guerra, Procurador-Geral Distrital de Lisboa
  - Maria Raquel de Almeida Ferreira, Procuradora-Geral Distrital do Porto
  - Maria José de Melo Bandeira, Procuradora-Geral Distrital de Coimbra
  - Alcides Manuel Rodrigues, Procurador-Geral Distrital de Évora
- Membros eleitos pelos Magistrados do Ministério Público:
  - Pedro Manuel Ferreira Dias, Procurador-Geral Adjunto
  - Carlos José do Nascimento Teixeira, Procurador da República
  - Alexandra Chícharo das Neves, Procurador da República
  - Susana Rute Ferreira de Moura, Procurador-Adjunto
  - Luís Filipe da Palma Martins, Procurador-Adjunto
  - Francisco Ferreira Guedes, Procurador-Adjunto
  - David Albuquerque e Aguilar Procurador-Adjunto
- Membros eleitos pela Assembleia da República:
  - Manuel de Magalhães e Silva
  - Alfredo José Leal Castanheira Neves
  - José António de Melo Pinto Ribeiro
  - António José Barradas Leitão
  - João Luís Madeira Lopes
- Membros nomeados pela Ministra da Justiça:
  - Prof.ª Doutora Maria João Antunes
  - Augusto Godinho Arala Chaves

## Funções
O Conselho não é um órgão jurisdicional (não é um Tribunal), mas antes um órgão administrativo. 
O Conselho funciona em Plenário ou em Secções, de Classificação, Disciplinar e Permanente. As deliberações são tomadas à pluralidade de votos, cabendo ao Procurador-Geral da República voto de qualidade. 
Das deliberações do Conselho Superior do Ministério Público cabe recurso para o Supremo Tribunal Administrativo.
O Conselho Superior do Ministério Público funciona também como instância de recurso das deliberações do Conselho de Oficiais de Justiça, relativamente ao pessoal oficial de justiça da carreira do Ministério Público.